# صتدي بوت-تيرلينغوا (تكساس)
صتدي بوت-تيرلينغوا (بالإنجليزية: Study Butte-Terlingua)‏ هي مدينة أمريكية تقع في ولاية تكساس.تبلغ مساحة هذه المدينة (41.3 كم²)،ويبلغ عدد سكانها (267 نسمة) حسب إحصاء سنة 2010 م. تشير إحصاءات سنة 2000م بأن الكثافة السكانية في هذه المدينة تقدر بـ(6.5) نسمة/كم2.

## التركيبة السكانية
حدّد مكتب تعداد الولايات المتحدة بيانات التركيبة السكانية لصتدي بوت-تيرلينغوا في تعداد الولايات المتحدة. في ما يلي، التركيبة السكانية حسب تعدادي 2000 و2010.

### تعداد عام 2000
بلغ عدد سكان صتدي بوت-تيرلينغوا 267 نسمة بحسب تعداد عام 2000، وبلغ عدد الأسر 104 أسرة وعدد العائلات 60 عائلة مقيمة في المنطقة السكنية. في حين سجلت الكثافة السكانية 6.5 نسمة لكل كيلومتر مربع (16.8/ميل2). وبلغ عدد الوحدات السكنية 122 وحدة بمتوسط كثافة قدره 3 لكل كيلومتر مربع (7.8/ميل2).
وتوزع التركيب العرقي للمنطقة السكنية بنسبة 73.41% من البيض و1.12% من الأمريكيين الأفارقة و2.62% من الأمريكيين الأصليين و20.97% من الأعراق الأخرى و1.87% من عرقين مختلطين أو أكثر و51.69% من الهسبانيون أو اللاتينيون من أي عرق.
بلغ عدد الأسر 104 أسرة كانت نسبة 35.6% منها لديها أطفال تحت سن الثامنة عشر تعيش معهم، وبلغت نسبة الأزواج القاطنين مع بعضهم البعض 44.2% من أصل المجموع الكلي للأسر، ونسبة 7.7% من الأسر كان لديها معيلات من الإناث دون وجود شريك، بينما كانت نسبة 5.8% من الأسر لديها معيلون من الذكور دون وجود شريكة وكانت نسبة 42.3% من غير العائلات. تألفت نسبة 36.5% من أصل جميع الأسر من عدة أفراد يعيشون في نفس المنزل ونسبة 5.8% كانت تتألف من شخص يعيش بمفرده يبلغ من العمر 65 عاماً أو أكثر. وبلغ متوسط حجم الأسرة المعيشية 2.57، أما متوسط حجم العائلات فبلغ 3.58.
بلغ العمر الوسطي للسكان 34.1 عاماً. وكانت نسبة 29.2% من القاطنين تحت سن الثامنة عشر، وكانت نسبة 9.7% بين الثامنة عشر والرابعة والعشرين عاماً، ونسبة 25.1% كانت واقعةً في الفئة العمرية ما بين الخامسة والعشرين والرابعة والأربعين عاماً، ونسبة 25.5% كانت ما بين الخامسة والأربعين والرابعة والستين، ونسبة 10.5% كانت ضمن فئة الخامسة والستين عاماً فما فوق. يوجد لكل 100 أنثى 130.2 ذكر، ويوجد لكل 100 أنثى في الثامنة عشر من عمرها فما فوق 139.2 ذكر.
بلغ متوسط دخل الأسرة في المنطقة السكنية 35,357 دولارًا، أما متوسط دخل العائلة فبلغ 33,750 دولارًا. وكان متوسط دخل الذكور 17,366 دولارًا مقابل 16,563 دولارًا للإناث. وسجل دخل الفرد الخاص بالمنطقة السكنية 15,052 دولارًا. وكانت نسبة 10.2% من العائلات ونسبة 19.2% من السكان تحت خط الفقر، وكان من هؤلاء نسبة 25.7% تحت سن الثامنة عشر ونسبة 0% في الخامسة والستين من العمر وما فوق.